# (83983) 2002 GE39
(83983) 2002 GE39は、木星L4トロヤ群小惑星の1つである。
2002 GE39は、軌道傾斜角55.4度と、小惑星番号をもつ木星トロヤ群小惑星の中では最も大きな値であり、小惑星番号を持たない物を含めても2番目である。また、一番大きな値を持つ2008 JD21はL5トロヤ群であるため、L4トロヤ群の中では最も大きな値である。